# Kylie Christmas
Kylie Christmas е тринадесетия студиен и първият коледен албум на австралийската певица Кайли Миноуг. Той е издаден на 13 ноември 2015 г. от Parlophone Records, албумът съдържа кавър версии на коледни песни и оригинални такива.

## Подготовка и разработка
„Kylie Christmas“ е първият коледен албум и тринадесетия студиен албум на певицата. Миноуг издава коледна песен за първи път през 2000 г. Кавър версия на „Santa Baby“, а през 2010 г. издава „Let It Snow“, част от A Kylie Christmas.
Американският китарист и продуцент Найл Роджърс и сестрата на Миноуг – Дани Миноуг потвърдиха, че работят над албума, докато английският таблоиден всекидневник „Сън“ твърди, че тя вече е записала половината от албума. През октомври 2015 г. Кайли обявява издаването на „Kylie Christmas“, придружено с обложката и песните на албума.

## Пускане на пазара
„Kylie Christmas“ ще бъде пуснат на музикалния пазар на 13 ноември 2015 г. на CD и DVD пакет, а на 27 ноември 2015 г. ще бъде издаден на грамофонна плоча. Делукс версията съдържа шестнадесет песни, докато дигитиалното издание, включва само тринадесет. DVD-то включва седем музикални клипа.

## Списък с песните

### Оригинален траклист
1. „It's the Most Wonderful Time of the Year“ – 2:44
2. „Santa Claus is Coming to Town“ (с Франк Синатра) – 2:15
3. „Winter Wonderland“ – 1:53
4. „Christmas Wrapping“ (с Иги Поп) – 5:05
5. „Only You“ (с Джеймс Корден) – 3:05
6. „I'm Gonna Be Warm This Winter“ – 2:29
7. „Every Day's Like Christmas“ – 4:13
8. „Let It Snow“ – 1:56
9. „White December“ – 3:07
10. „2000 Miles“ – 3:34
11. „Santa Baby“ – 3:22
12. „Christmas Isn't Christmas 'Til You Get Here“ – 3:03
13. „Have Yourself a Merry Little Christmas“ – 3:22

### Делукс издание
1. „Oh Santa“ – 2:38
2. „100 Degrees“ (с Дани Миноуг) – 4:31
3. „Cried Out Christmas“ – 3:44

### Делукс издание (DVD)
1. „It's the Most Wonderful Time of the Year“ – 2:44
2. „2000 Miles“ – 3:35
3. „Christmas Isn't Christmas 'Til You Get Here“ – 3:04
4. „100 Degrees“ (с Дани Миноуг) – 4:31
5. „I'm Gonna Be Warm This Winter“ – 2:29
6. „Oh Santa“ – 2:37

### Kylie Christmas: Snow Queen издание
1. „It's the Most Wonderful Time of the Year“ – 2:44
2. „Santa Claus is Coming to Town“ (с Франк Синатра) – 2:15
3. „Winter Wonderland“ – 1:53
4. „Only You“ (с Джеймс Корден) – 3:05
5. „Stay Another Day“ – 3:40
6. „Christmas Wrapping“ (с Иги Поп) – 5:05
7. „At Christmas“ – 3:46
8. „I'm Gonna Be Warm This Winter“ – 2:29
9. „Every Day's Like Christmas“ – 4:13
10. „Wonderful Christmastime“ (с Мика) – 3:42
11. „100 Degrees“ (с Дани Миноуг) – 4:31
12. „Let It Snow“ – 1:56
13. „I Wish It Could Be Christmas Everyday“ – 4:14
14. „White December“ – 3:07
15. „2000 Miles“ – 3:34
16. „Santa Baby“ – 3:22
17. „Christmas Isn't Christmas 'Til You Get Here“ – 3:03
18. „Have Yourself a Merry Little Christmas“ – 3:22
19. „Oh Santa“ – 2:38
20. „Cried Out Christmas“ – 3:44
21. „Christmas Lights“ – 4:06
22. „Everybody's Free (To Feel Good)“ – 2:10

### Kylie Christmas: Snow Queen – Френско издание
1. „Night Fever“ – 3:15